# 有同性戀行為跡象的動物列表
在本列表中记载的有同性恋行为迹象的动物，都有文字记载的证据，这些证据包括一种或多种以下类型的同性恋行为：性行为，求偶，恋爱，配对，或育儿。这些行为都曾被研究者提及，比如布鲁斯·巴格纳尔（Bruce Bagemihl）在1999年出版的《生物的丰富性：动物同性恋与自然多样性》就曾提到这些行为。
巴格纳尔写道，直到20世纪90年代，由于社会态度对LGBT人群造成的观察者偏见，同性恋主题成为禁忌，动物同性恋性行为的存在并没有被“正式地”观察到。巴格纳尔的书分为三章：近两百年来同性恋野生动物的历史；解释动物同性恋的产生的原因；同性恋行为不止是为了育种。他指出，“目前对生物学的无知正是在其为同性恋，变性者和非生殖和替代的异性恋寻找单一的生殖（或其他类似的）解释”。（p. 469）:page展览《违背自然？》的学术顾问佩特·贝克曼（Petter Bøckman）指出：“学多研究人员都将同性恋描述为与性行为完全不同的东西，他们必须认识到，动物可以在他们想要的时间，与他们想要的动物发生性关系，而不需要考虑研究者的伦理原则。在社会性的鸟类和哺乳动物中存在着许多同性性行为，特别是海洋哺乳动物和灵长类动物。
动物性行为有许多不同的形式，即使在同一物种内，其行为的动机和影响尚未得到充分的了解。 巴格纳尔的研究表明，截止至1999年，从灵长类动物到肠道蠕虫，有记载的的存在同性恋行为的物种大约有500种，但这些行为不一定都是性行为。对社会保守主义者而言，动物中的同性恋行为被认为是有争议的。一方面，人们认为这表明了人类同性恋的自然性，而另一方面，有些人则认为研究动物的同性恋行为没有意义，而且将自然动物行为等同于人类的道德是荒谬的。 动物偏好和动机总是能从其行为中推断出来。因此，多年来，同性恋行为已经被赋予了许多术语。对术语“同性恋”的正确用法是，存在同性恋行为的动物。然而，本文为了符合现代研究的方法（pp. 122-166） ，将“同性恋”应用于动物之间的所有同性性行为（交配，生殖器刺激，交配游戏和性显示行为）。

## 哺乳动物
主条目中列出的一些动物:
| - 北美野牛（p. 405） - 棕熊（p. 441） - 褐鼠（p. 469） - 豚鼠（p. 469） - 北美驯鹿（pp. 388、389） - 家猫（pp. 81、88） | - 家牛（pp. 81、82、89） - 黑猩猩（pp. 276–279） - 海豚（p. 339） - 狨猴（p. 334） - 狗（pp. 310、314） - 大象（p. 427） | - 管狐（p. 427） - 狐狸（pp. 218、231、317） - 长颈鹿（p. 391） - 山羊（p. 405） - 家马（pp. 81、165、205、226、231） - 智人（p. 432） | - 考拉（p. 455-457） - 狮子（p. 432） - 逆戟鲸（p. 339） - 大熊猫 - 浣熊（p. 448） |

## 鸟
主条目中列出的一些动物:
| - 仓鸮（pp. 632-635） - 鸡（p. 83） - 鸥（pp. 544-548） - 鸸鹋（p. 621-626） | - 麻雀（pp. 602-605） - 红隼（pp. 632-635） - 国王企鹅 - 野鸭（pp. 491-495） | - 鸵鸟（p. 621-626） - 乌鸦（pp. 606-610） - 岩鸽（p. 639） - 海鸥 | - 天鹅 - 秃鹫 |

## 鱼

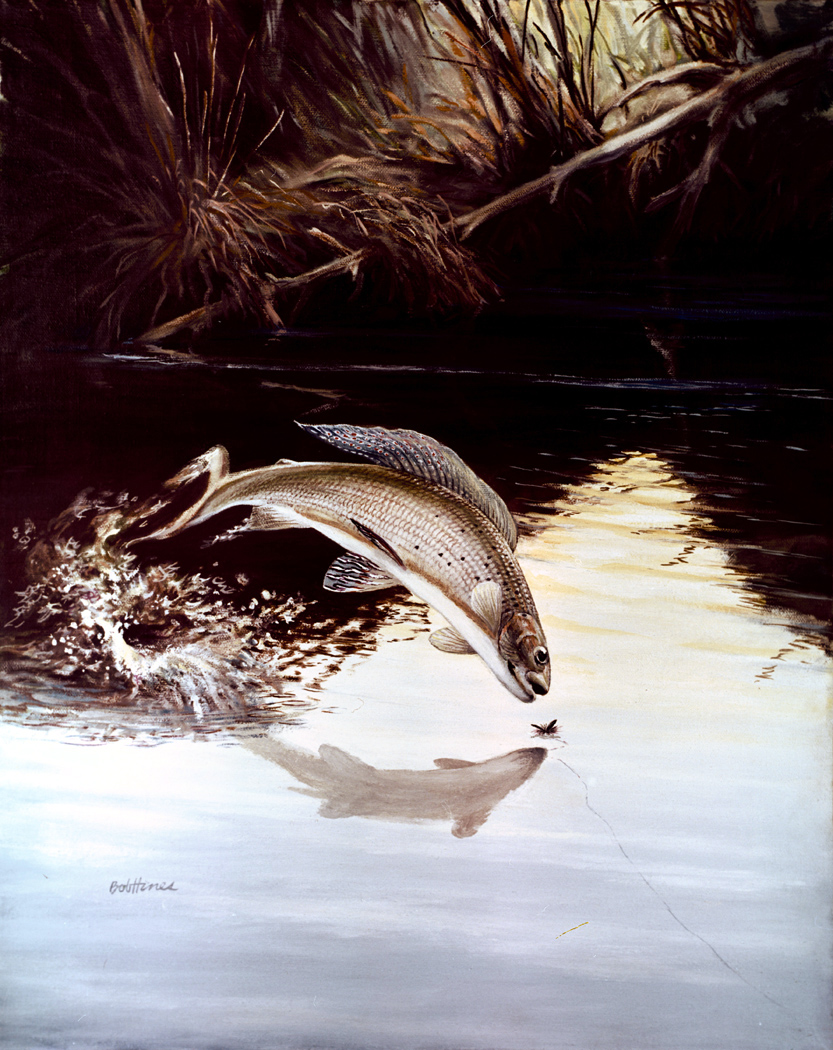
Arctic grayling (Thymallus arcticus) leaping for a fly fisherman's bait. Research going back to the 1950s has shown both male and female graylings exhibit homosexual behavior.

| - 亚马逊帆鳍鲈（p. 37） - 黑纹底鳉（pp. 658、664） - 蓝鳃太阳鱼（p. 665） - 北极红点鲑（p. 665） - 茴鱼（p. 665） - 鳑鲏（p. 658） - 剑尾鱼（p. 658） - 斯氏叶鲈（p. 664） | - 白鱼（p. 665） - 虹鱼（pp. 658、665） - 小镖鲈（Microperca punctulata）（p. 658） - 罗非鱼 sp.（p. 665） - 三文鱼 spp.（pp. 232、233、244） - 花斑剑尾鱼（p. 658） - 十棘多刺鱼（p. 658） - 三棘多刺鱼（p. 658） |

## 爬行动物
- 蜥蜴[1]（p. 657）
- 东部鬃狮蜥[1]（p. 657、658）

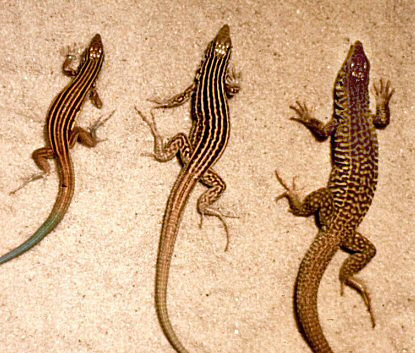
三种不同物种的鞭尾蜥蜴

- 藍尾日守宮 (Phelsuma cepediana)[17]
- 宽头石龙子[1]（p. 658）
- 格仔鞭尾蜥蜴[1]（p. 657、658）
- 雌吉娃娃斑點鞭尾蜥[1]（p. 657、658）
- 阿美蜥[1]（p. 657、658）
- 袜带蛇[1]（p. 658）
- 古巴绿蜥蜴[1]（p. 657）
- 沙漠绿洲鞭尾蜥蜴[1]（p. 657、658）
- 阿氏沙龟[1]（pp. 232、664）
- 刺蜥[1]（p. 657、658）

### 書籍
- Bagemihl, Bruce. . St. Martin's Press. 1999  [2022-01-09]. ISBN 0-312-19239-8. （原始内容存档于2021-02-13）.
- Harrold, Max. . The Advocate (779). 1999-02-16: 61–62  [2018-03-10]. （原始内容存档于2022-02-15）. In his news book, Biological Exuberance: Animal Homosexuality and Natural Diversity ... author Bruce Bagemihl portrays an animal kingdom that embraces a whole spectrum of sexual orientations ... [and] paints a complex mosaic that resembles humanity ... At 751 pages and with photos and documentation of homosexual behaviour in more than 450 species of mammals, birds, repties, and insects, Biological Exuberance brings the dusty facts to light as Bagemihl deconstructs the all-heterosexual Noah's Ark we've been sold.